# Björn Ivemark
Björn Ivemark (ur. 1925 w Karlstad, zm. 8 maja 2005 w Carcassonne) – szwedzki lekarz pediatra i patolog. Opisał dwa zespoły znane jako zespół Ivemarka II i zespół Ivemarka I (zespół dysplazji nerkowo-wątrobowo-trzustkowej).

## Prace
- Ivemark BI, Oldfelt V, Zetterstrom R. Familial dysplasia of kidneys, liver, and pancreas: a probably genetically determined syndrome. Acta Pediatr Scand. 48, 1-11. 1959.